# Vassal Gadoengin
Vassal Gadoengin (* 1943 in Denigomodu; † 15. Dezember 2004 in Yaren) war ein nauruischer Politiker und von 2002 bis 2003 sowie ab den letzten Wahlen im Oktober 2004 Sprecher des nauruischen Parlaments. Er war auch Mitglied des Nauru Olympic Committee.
Vor seiner politischen Tätigkeit arbeitete er als Lehrer. Gadoengin wurde erstmals 1997 ins Parlament gewählt und im Jahr 2000 im Amt bestätigt. Er war während der Amtszeiten von Bernard Dowiyogo Justizminister. Er amtierte bereits 2002 und 2003 als Sprecher; als er Ende Januar 2003 als solcher zurücktrat, wurde Gadoengin infolgedessen vom nauruischen Wahlvolk abgewählt, bei den letzten Wahlen 2004 schaffte er jedoch wieder den Einzug ins Parlament und wurde wieder zum Parlamentssprecher gewählt.
Er starb im Dezember 2004 an einem Herzinfarkt, eine Folge seiner Diabetes-Erkrankung. Präsident Ludwig Scotty lobte ihn tags darauf vor dem Parlament für seine staatlichen Verdienste als Parlamentarier und Minister. Am 20. Dezember wurde ihm bei einem Staatsbegräbnis die letzte Ehre erwiesen.
| Personendaten    | Personendaten         |
| ---------------- | --------------------- |
| NAME             | Gadoengin, Vassal     |
| KURZBESCHREIBUNG | nauruischer Politiker |
| GEBURTSDATUM     | 1943                  |
| GEBURTSORT       | Denigomodu            |
| STERBEDATUM      | 15. Dezember 2004     |
| STERBEORT        | Yaren                 |